# Vang Csing-vej
Vang Csing-vej (egyszerűsített kínai: 汪精卫, tradicionális kínai: 汪精衛, pinjin: Wāng Jīngwèi, 1883. május 4. – 1944. november 10.) kínai politikus. A Kuomintang balszárnyának a tagja, ám mégis meggyőződéses antikommunista, és élete vége felé egyre inkább jobboldalibbá vált. Szun Jat-szen közeli munkatársaként Szun halála után megpróbálta ő is megszerezni a hatalmat, így komoly összeütközésbe került Csang Kaj-sekkel. A második kínai–japán háború során átszökött a japánokhoz, és Nankingban megalapította a kínai kollaboráns kormányt. A neve Kínában összeforrt a hazaáruló szóval, az európai Quisling szóhoz hasonlóan.

## Élete

### Korai karrierje
1883. május 4-én született Szansujban, Kuangtung tartományban. A Csing kormányzat pénzügyi támogatásával Japánba utazott tanulni 1903-ban. 1905-ben a Szun Jat-szen vezette nacionalista szervezet, a Tungmenghuj (Kínai Forradalmi Szövetség) tagja lett. Vang a Csing-dinasztia gyengeségét és romlottságát okolta Kína hanyatlásáért. Japánban Szun közeli munkatársa lett, és ennek köszönhetően a korai Koumintang egyik meghatározó figurájává vált.
Az 1911-es forradalmat megelőző években Vang aktívan harcolt a Csing-dinasztia ellen. Ebben az időben kezdett el felemelkedni, mint elsőosztályú szónok és a kínai nacionalizmus hűséges hirdetője. Ebben az időben orgyilkos alakulatokat szervezett Hongkong szigetén és a forradalom iránti önfeláldozásról beszélt. A Gong régens elleni merénylet tervezése idején ismerkedett meg Csen Pi-csünnel, akivel 1912-ben össze is házasodott. 1910-ben megpróbálta meggyilkolni Gong herceget, a Csing Birodalom régensét, ám nem járt sikerrel. Társaival együtt elfogták és felelősségre vonták őket. Ezért 1910-től kezdve a vucsangi felkelésig börtönben ült, és Jüan Si-kaj tábornok, a madnzsu miniszterelnök 1911 végén engedte ki a börtönből, gesztusként a forradalmi erőknek. Szabadulása után egyfajta nemzeti hőssé vált.
Szabadulása után a katonai kormány feje, Jüan Si-kaj tábornok ellen próbált merényletet végrehajtani, azonban nem járt sikerrel, és Franciaországba kellett emigrálnia. Csupán 1917-ben tért vissza Kínába. 1924-ben a Kuomintang Központi Végrehajtó Bizottságának második legfontosabb emberévé választották. Erősen ellenezte Szun együttműködését a kommunistákkal, mivel úgy tartotta, hogy a kommunisták sosem lehetnek igazi hazafiak. A Szovjetunió által küldött katonai tanácsadókat is igen nagy gyanakvással figyelte.

### Harc a hatalomért

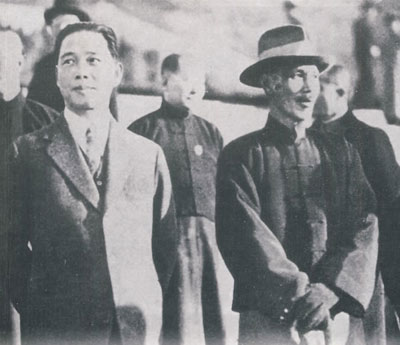
Vang és Csang Kaj-sek 1926-ban

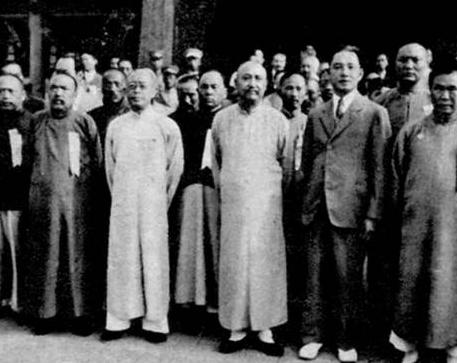
Vang Csing-vej Jen Hszi-sannal, az északi ellenkormány miniszterelnökével 1930-ban, Pekingben

Szun Jat-szen 1925-ös halála után három fő jelölt volt a Kuomintang vezetői tisztségére: Csang Kaj-sek, Hu Han-min és Vang Csing-vej. Habár Vang erősen antikommunista volt, a másik két jelölthöz képest a párt balszárnyát képviselte. Csang Kaj-sek a Koumintangon belül alacsony pozíciót töltött be, Vang pedig a Központi Végrehajtó Bizottság vezetője, és a Katonai Ügyek Tanácsának tagja volt, úgy gondolta, ő léphet Szun Jat-szen helyére. Azonban Csang ügyesen kihasználta a mögötte álló katonai támogatást, és 1936. június 5-én a Nemzeti Forradalmi Hadsereg főparancsnoka lett.
Az északi hadjárat idején Vang és a Koumintang balszárnya a frissen elfoglalt Vuhan városába tette székhelyét, ahol 1927-ben kikiáltották a nemzeti kormányt. Azonban a vuhani kormány nagyon gyenge katonai erővel rendelkezett, és az ellenük bevezetett gazdasági blokád is súlyosbította a helyzetet. A kormányban kezdetben kommunista miniszterek is helyt kaptak, ám Vang nemsokára kénytelen volt engedni, és az általa elnökölt Központi Végrehajtó Bizottság 1927. július 15-én törvényen kívülinek nyilvánította a Kínai Kommunista Pártot. A vuhani kormány még ugyanebben az évben kénytelen volt Nankingban Csang Kaj-sek nemzeti kormányához csatlakozni. Vang Csing-vej nem tartott társaival, hanem inkább Franciaországba emigrált, ahol tovább folytatta Csang-ellenes politikáját.
1930-ban részt vett az utolsó komolyabb megmozdulásban, amely Csang Kaj-sek hatalmát igyekezett megdönteni. A közép-síksági háború során Vang Feng Jü-hsziang és Jen Hszi-san hadurakat támogatta, egy pekingi székhelyű ellenkormány létrehozásának tervével. A szövetség azonban vereséget szenvedett Csangtól, Vang pedig Kanton városába helyezte át székhelyét. Mivel presztízse lassanként visszatért, Csang Kaj-sek végül követeket küldött Hongkongba, hogy tárgyaljanak Vanggal a visszatérésről. A tárgyalások sikerrel zárultak, Vang pedig Kína külügyminisztere lett.
1932. január 28-án, a sanghaji incidens napján nevezték ki miniszterelnöknek. Mivel a fegyveres összecsapások elmérgesedtek a két fél között, az ő feladata volt a konfliktus rendezése. Ő maga azon az állásponton volt, hogy a tárgyalások idején is ellen kell állniuk a japánok támadásának. 1932 májusában ő írta alá a megalázó sanghaji fegyverszünetet, ez pedig sokak szemében árulóvá tette. 1935. november 1-jén merényletet követtek el ellene, amelyben súlyosan megsérült. Mivel a testét ért golyókat nem tudták teljesen eltávolítani, decemberben külföldre utazott, hogy az ottani orvosok gyógyítsák meg. Az ott töltött időt a külkapcsolatok építésére használta ki, 1936-ban találkozott Adolf Hitlerrel, ahol Kína Antikomintern paktumhoz való csatlakozásáról tárgyalt. Ezzel egy időben Vang a Szovjetunió vezetőivel is egyeztetéseket folytatott egy Japán-ellenes szövetség létrehozása érdekében.

### Kollaboráció a japánokkal

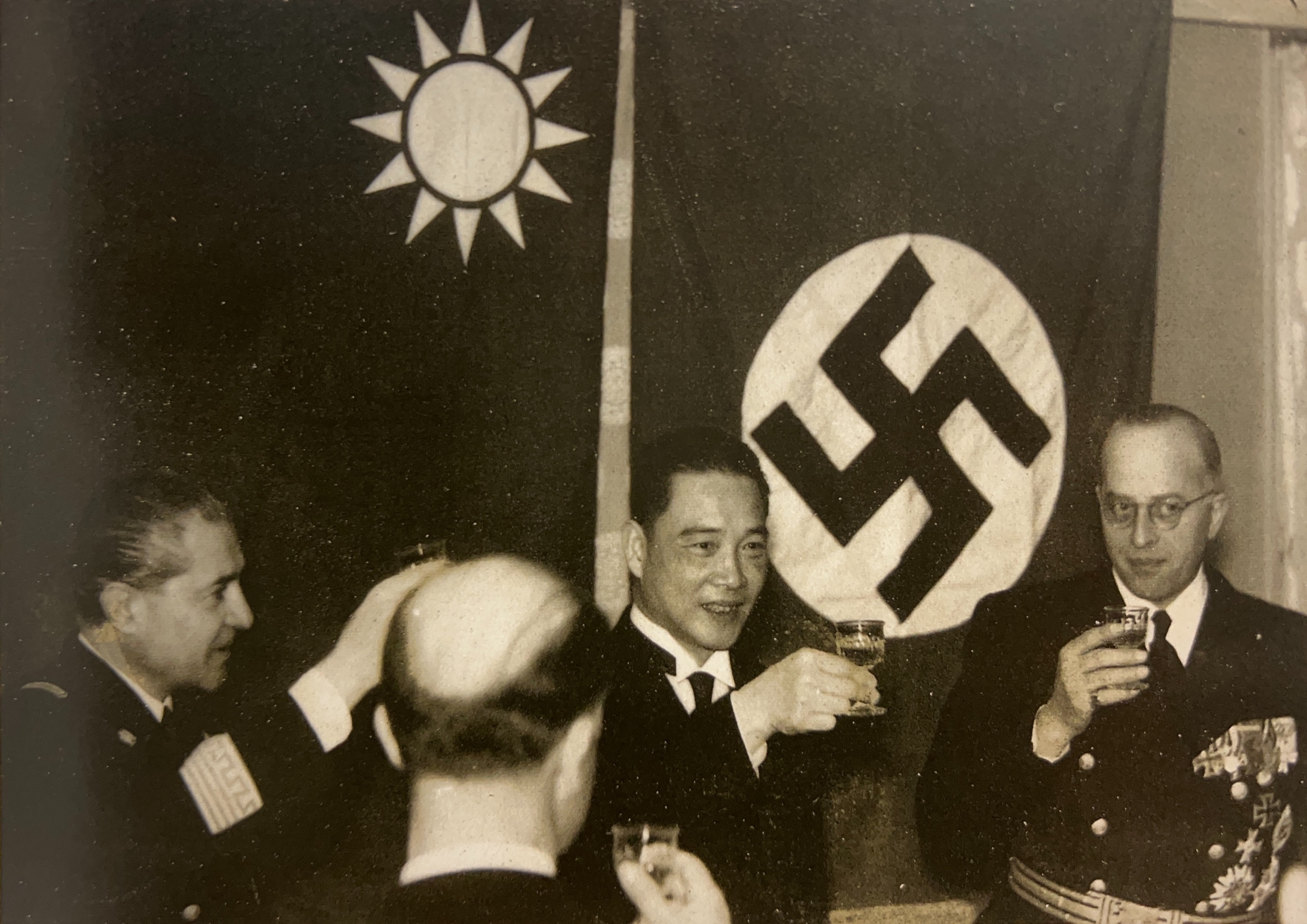
Vang Csing-vej mint a nankingi bábkormány vezetője, a Harmadik Birodalom követeivel iszik

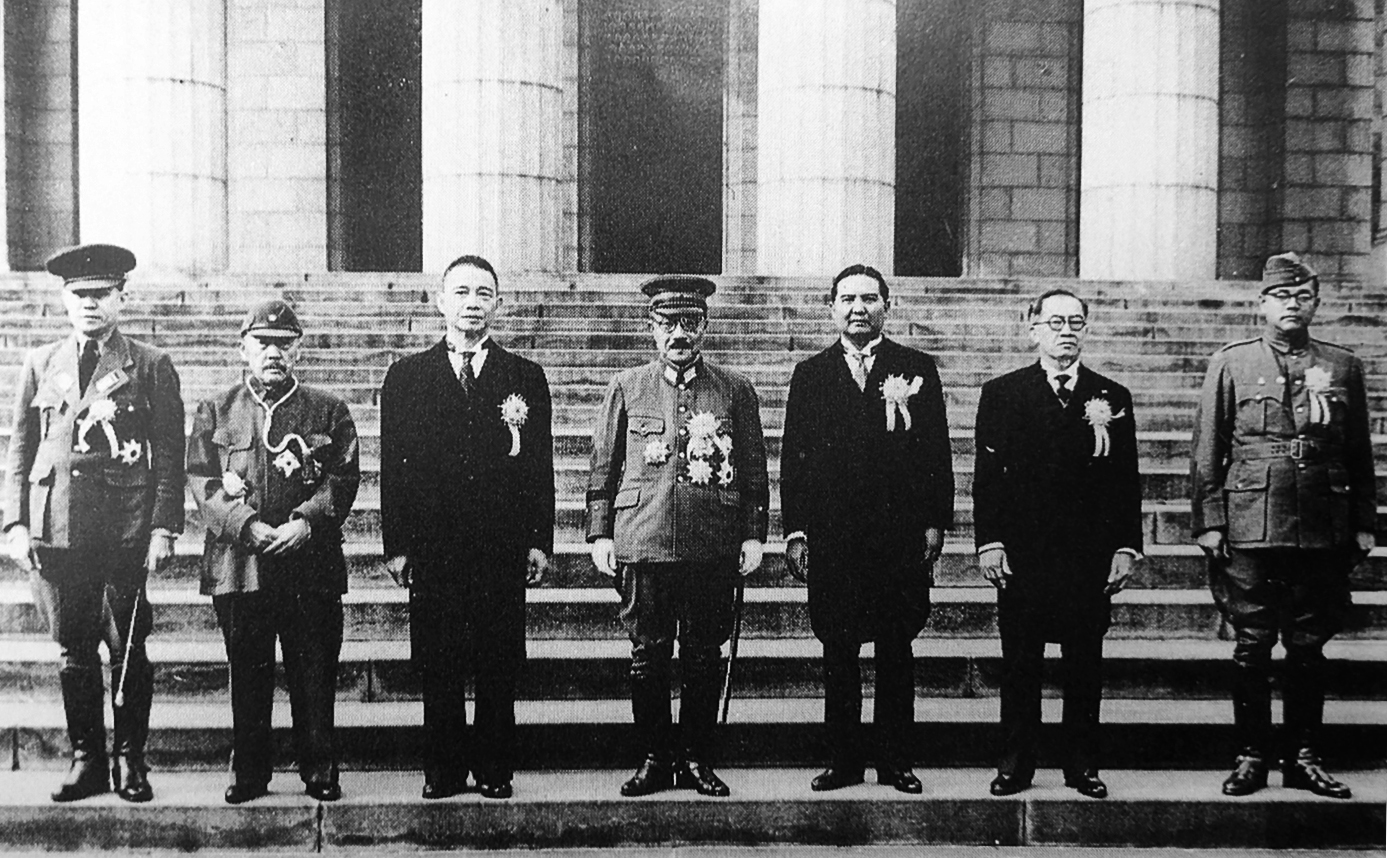
Vang a Nagy Kelet-ázsiai Konferencia résztvevőivel

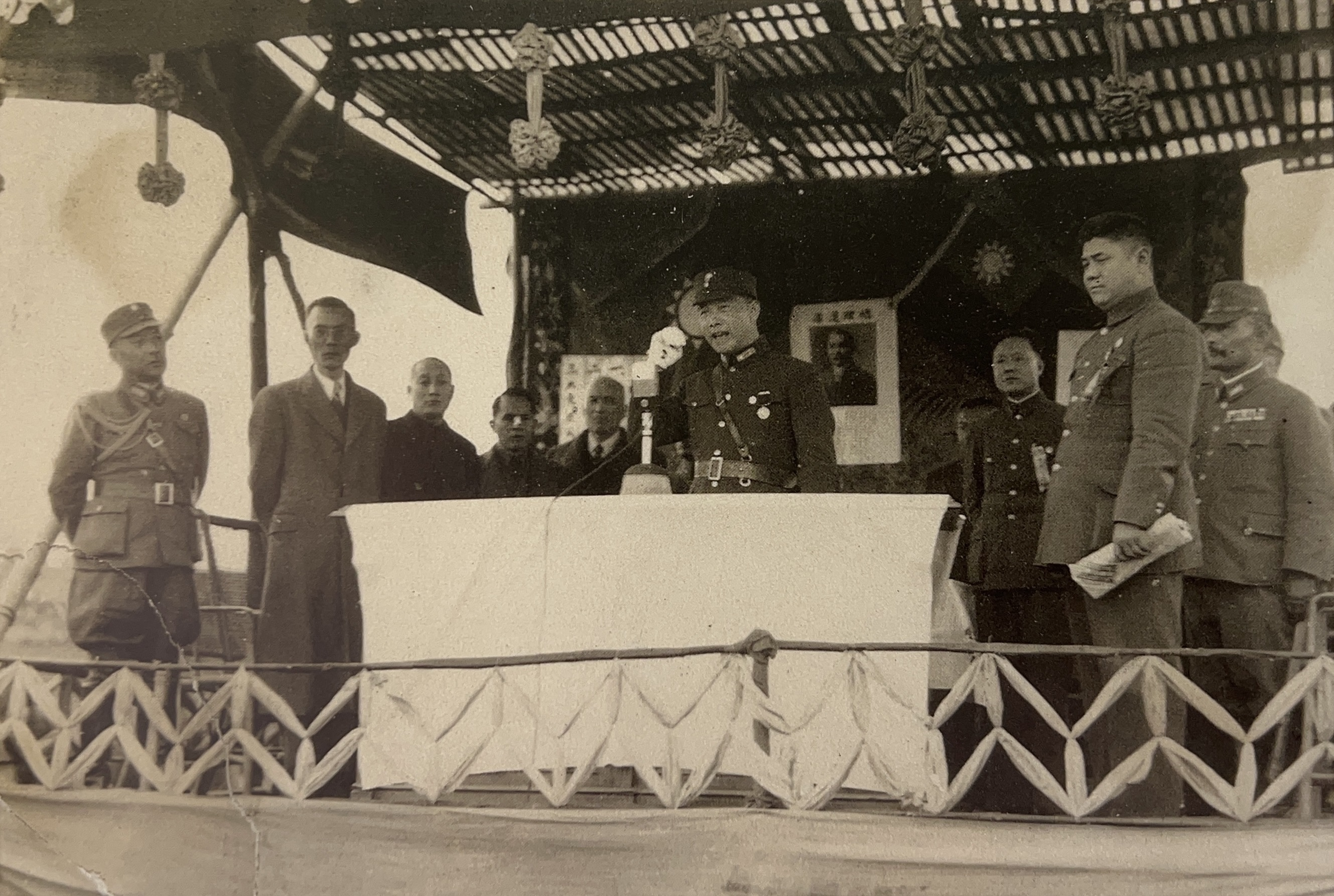
Vang katonai egyenruhában beszédet mond

A második kínai–japán háború 1937-es kitörését követően több kritikus hangot is megfogalmazott a vezetéssel, és főleg a kommunistákkal létrehozott egységfronttal szemben. Úgy gondolta, hogy egy háború se nem Japán, se nem Kína érdeke, csupán a kommunisták számára előnyös. Végül igaza lett, hiszen a háború kezdetén Csang Kaj-sek hatvanszor akkora seregnek parancsolt, mint a kommunista erők, míg a háború végére ez az arány mindössze háromszorosra csökkent. Vang szorgalmazta a japánokkal való kiegyezést és békekötést, és több alkalommal is azon nézetének adott hangot, hogy egy Japán és Kína közötti háború csakis az utóbbi vereségével végződhet.
Vuhan eleste után Vang megbízottja útján tárgyalásokat kezdett a japánokkal, akik ígéretet tettek arra, hogy a megfelelő feltételek teljesülése esetén két év alatt kivonják minden csapatukat Kína területéről. Miután nem tudta meggyőzni Csang Kaj-seket ennek előnyeiről, és arról, hogy az igazi ellenség a gyarmatosító hatalmakban keresendő, 1938. december 21-én átszökött a front másik oldalára. December 29-én Hanoiból telegrammüzenetet intézett a csungkingi kormány számára, amiben arra szólította fel őket, hogy kössenek békét Japánnal, hiszen „Japánnak nincsenek területi követelései Kínával szemben, nem követel jóvátételt, visszaadja a koncessziós területeket, megszünteti a területenkívüliséget.” A Kuomintang Központi Végrehajtó Bizottsága 1939. január 1-jén elutasította Vang kérését, és kizárta őt a pártból. Ennek ellenére a Bizottság több mint negyven tagja szintén a japánok által megszállt területre szökött.
1939-ben Csang emberei merényletet követtek el ellene Hanoiban lévő otthonában, azonban nem őt, hanem egy közeli barátját lőtték le. Barátja halála előtt Vang kemény követeléseknek adott hangot a japánokkal szemben, ám utána ezek nagy részéről lemondott, és 1940. március 30-án megalakult a kollaboráns kormány Nanking városában, Vang vezetésével. Bár a kormányzat első embere lett, mégis csak ügyvezető elnöki pozíciót kapott. Ennek oka az lehetett, hogy a japánok továbbra is Csang Kaj-sekben látták a fő szövetségest. A kormány fő feladata kezdetben a különféle államkezdemények, mint Mengcsiang, a pekingi ideiglenes kormányzat és a nankingi reformkormány állammá szervezése volt. Mindössze az utóbbit sikerült kormányába beolvasztani, az első kettő csak névlegesen került irányítása alá, valójában azonban nem sok beleszólása volt az ott történő dolgokba.
Nankingi lakásában Vang szinte házi őrizetben élt. Házát japán géppuskafészkek vették körül, japán katonákkal tele. Ő maga többször sérelmezte ezt, és szóvá tette, hogy egyfajta börtönben él. Államát csak a tengelyhatalmak ismerték el, Japán elismerésére pedig egészen 1940 novemberéig várnia kellett. Külpolitikai elképzelésének alapgondolata az erős antikommunizmus volt. Ezen kívül felidézte még, hogy Szun Jat-szen is a japánokkal való szövetség szószólója volt.
Vang egy osztályok nélküli társadalmat képzelt el, ahol mindenki a nagyobb cél érdekében dolgozik, és megpróbálta ezt a valóságba is átültetni. 1942-ben, újévkor létrehozta ezen gondolatának népszerűsítésére az Új Polgárok Mozgalmát, amely azonban nem örvendett nagy népszerűségnek. 1943-ban, amikor a sanghaji francia koncessziót Vang államához csatolták, az pedig hadat üzent a szövetségeseknek, nőtt az érdeklődés a Mozgalom iránt, ám ez igen hamar eltűnt.
Az 1935-ös merénylet eredményeképp visszatérő betegségek kínozták Vangot, így időről időre Japánba kellett utaznia gyógykezelésre. 1944. november 10-én Nagojában halt meg, 61 évesen. Pozícióját közeli barátja, Csen Kung-po vette át. Vangot Szun Jat-szen mauzóleumához közel temették el egy díszes sírban. A második kínai–japán háború befejeződése után Csang Kaj-sek csapatai ismét birtokukba vették a korábbi fővárost, Nankingot. Vang sírját lerombolták, testét pedig elégették. A síremlék helyén a mai napig egy kis pavilon hirdeti, hogy Vang Csing-vej áruló volt.